# 페로 제도의 기

페로 제도의 기 비율 8:11

페로 제도의 기는 1948년 5월 23일에 제정되었다. 하얀색 바탕에 파란색 테두리를 두른 빨간색 스칸디나비아 십자가 그려져 있다. 노르웨이의 국기, 아이슬란드의 국기와는 색 배치를 제외하면 거의 비슷한 형태이다.

## 역대 페로 제도의 기

19세기에 사용된 페로 제도의 기

## 같이 보기
- 덴마크의 국기
- 그린란드의 기
- 흐라픈스메르키